# Onthophagus semipiceus
Onthophagus semipiceus là một loài bọ cánh cứng trong họ Bọ hung (Scarabaeidae).